# Detlef Richter
Detlef Richter (Leipzig, RDA, 6 de junio de 1956) es un deportista de la RDA que compitió en bobsleigh en las modalidades doble y cuádruple. 
Participó en dos Juegos Olímpicos de Invierno, obteniendo una medalla de bronce en Lake Placid 1980, en la prueba cuádruple (junto con Horst Schönau, Roland Wetzig y Andreas Kirchner), y el octavo lugar en Calgary 1988, en la misma prueba.
Ganó cinco medallas en el Campeonato Mundial de Bobsleigh entre los años 1979 y 1986, y cinco medallas en el Campeonato Europeo de Bobsleigh entre los años 1981 y 1986.

## Palmarés internacional
| Juegos Olímpicos   | Juegos Olímpicos             | Juegos Olímpicos  | Juegos Olímpicos |
| Año                | Lugar                        | Medalla           | Prueba           |
| ------------------ | ---------------------------- | ----------------- | ---------------- |
| 1980               | Lake Placid (Estados Unidos) | Medalla de bronce | Cuádruple        |
| Campeonato Mundial |                              |                   |                  |
| Año                | Lugar                        | Medalla           | Prueba           |
| 1979               | Königssee (RFA)              | Medalla de plata  | Cuádruple        |
| 1983               | Lake Placid (Estados Unidos) | Medalla de bronce | Cuádruple        |
| 1985               | Cervinia (Italia)            | Medalla de plata  | Cuádruple        |
| 1985               | Cervinia (Italia)            | Medalla de plata  | Doble            |
| 1986               | Königssee (RFA)              | Medalla de bronce | Doble            |
| Campeonato Europeo |                              |                   |                  |
| Año                | Lugar                        | Medalla           | Prueba           |
| 1981               | Igls (Austria)               | Medalla de plata  | Cuádruple        |
| 1982               | Cortina d'Ampezzo (Italia)   | Medalla de plata  | Cuádruple        |
| 1984               | Igls (Austria)               | Medalla de plata  | Doble            |
| 1984               | Igls (Austria)               | Medalla de plata  | Cuádruple        |
| 1986               | Igls (Austria)               | Medalla de bronce | Doble            |